# Игнатий (Садковский)
Епископ Игна́тий (в миру Серге́й Серге́евич Садко́вский; 21 октября 1887, Москва — 9 февраля 1938, Кулойлаг, Архангельская область) — епископ Русской православной церкви, епископ Скопинский, викарий Рязанской епархии.
Причислен к лику святых Русской православной церкви в 2002 году.

## Биография

### Детство
Родился в семье протоиерея Сергея Максимовича Садковского, настоятеля храма Софии Премудрости Божией на Софийке у Пушечного двора. В семье было ещё семеро детей.
С раннего детства его сердце воспылало любовью ко Господу, что проявлялось в его стремлении к молитве, богослужению, желанию общения с духовными лицами. Под руководством своего отца семилетний Сергей начал проходить различные церковные послушания.

### Образование
В 1901 году окончил Заиконоспасское духовное училище в Москве, в 1907 году — Московскую духовную семинарию и принят в Московскую духовную академию.
В 1910 году был пострижен в монашество, в 1911 году рукоположён во иеродиакона, затем — во иеромонаха.
в 1911 году окончил Московскую духовную академию со степенью кандидата богословия (тема кандидатской работы: «Преосвященный Игнатий Брянчанинов и его аскетическое мировоззрение»).
С 7 августа 1911 — преподаватель Томской духовной семинарии. С 25 октября 1911 — помощником библиотекаря Московской духовной академии. Продолжал заниматься научными исследованиями о святителе Игнатии (Брянчанинове).

### Иеромонах Зосимовой пустыни
Иеродиакон Игнатий тянулся к уединённой подвижнической жизни, примером которой для него была Смоленская Зосимова пустынь со своими старцами: духовным наставником молодого монаха был старец-затворник иеросхимонах Алексий (Соловьёв).
Желая всего себя предать духовному совершенствованию, отец Игнатий оставил работу в академической библиотеке, чтобы навсегда, как он думал, поселиться в Зосимовой пустыни.
Позднее был духовником братии гробовым иеромонахом у мощей святого благоверного князя Даниила Московского Свято-Данилова монастыря под началом его настоятеля, епископа Феодора (Поздеевского), бывшего ректора Московской духовной академии.

### Епископ

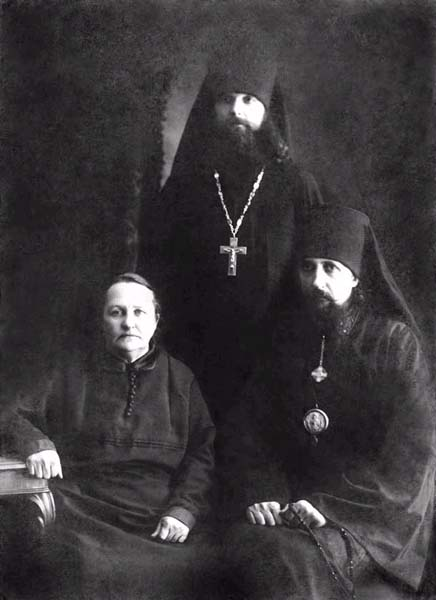
Фотография братьев Игнатия и Льва Садковских с матерью Елизаветой Садковской

С 5 апреля 1920 года — епископ Белёвский, викарий Тульской епархии.
В 1922 года, после ареста правящего архиерея Тульской епархии, епископа Иувеналия (Масловского), стал управляющим епархией.
Не признал обновленческого Высшего церковного управления и говорил: «единственный законный руководитель Церкви — это Патриарх Тихон. Все же другие появившиеся в настоящее время при поддержке советской власти органы управления считать незаконными и еретическими». В ответ обновленцы отстранили его от управления епархией, а в декабре 1922 объявили о его увольнении на покой.
По инициативе епископа Игнатия в Белёве была создана Спасо-Преображенская православная община, в которую входили монашествующие, представители интеллигенции, крестьяне, простые горожане. Задачами общины были «распространение Света Евангельского Учения между христианами, которые в основу всей своей жизни ставят спасение своей души; нравственно-христианское воспитание верующих на основании учения Христа Спасителя и Его Святой Церкви о любви и смирении и сохранение церковного богослужения по уставам, созданным св. отцами и подвижниками веры и благочестия». Несмотря на преследования со стороны властей община просуществовала до 1937, когда она была разгромлена, а многие участники её деятельности — в том числе епископ Никита (Прибытков) — были расстреляны.

### Аресты, ссылки, лагеря
17 января 1923 года был арестован за «контрреволюционную агитацию» вместе со своим братом иеромонахом Георгием (Садковским). Был осуждён на 3 года исправительно-трудовых лагерей. Находился в тюрьме города Белёва, затем в Тульской тюрьме, Таганской тюрьме Москвы. 14 сентября 1923 вместе с братом отправлен в Соловецкий лагерь особого назначения.
В 1926 году принимал участие в составлении «Соловецкого послания» — обращения к правительству СССР православных епископов из Соловецких островов. В лагере тяжело заболел — у него открылся туберкулёз.
В 1926 году был освобождён и вернулся в Белёв. В конце 1926 года вновь арестован, находился в тюрьме полтора месяца, в 1927 года — два месяца. Совершал тайные монашеские постриги, поощрял создание «подпольных монастырей».
В ноябре 1929 года вновь был арестован вместе с братом по доносам участников обновленческого движения. Особое Совещание при Коллегии ОГПУ СССР 2 июля 1930 года приговорило его к трём годам лагерей. Наказание отбывал в Архангельской области. В июне 1932 был освобождён, вернулся в Тулу.
С 3 февраля 1933 года — епископ Скопинский, викарий Рязанской епархии (правящим архиереем Рязанской епархии тогда был владыка Иувеналий (Масловский)).
17 сентября 1935 года переведён на Липецкую кафедру.
С 24 сентября 1935 года — снова епископ Скопинский, викарий Рязанской епархии.
Арестован 20 февраля 1936 года и осуждён к пяти годам ссылки в Северный край. Жил в Кегоострове Архангельской области. Находясь в ссылке, был вновь арестован, находился в следственной тюрьме Архангельска. Тройкой при УНКВД по Архангельской области приговорён к 10 годам лишения свободы и отправлен в Кулойлаг, где умер 9 февраля 1938. Погребён в безвестной могиле на территории Кулойлага Архангельской области.
По воспоминаниям современников, «в его взгляде отражалась детская чистота и внутренняя духовная настроенность». Лицо его было одухотворённым, особенно во время совершения им богослужения. Всегда был прост в обращении с людьми, милосерден и всем доступен. Никого не осуждал, был ко всем снисходителен и только строг к обновленцам.

## Канонизация
При подготовке канонизации новомучеников и исповедников, совершённой РПЦЗ в 1981 году его имя было в несено в черновой список поимённый новомучеников исповедников российских. При этом там указывается, что он не признавал митрополита Сергия. При издании поимённого списка новомучеников и исповедников РПЦЗ в конце 1990-х годов имя епископа Игнатия не было включено в него наряду с именами других архиереев из числа сторонников митрополита Сергия.
17 июля 2002 года Священный Синод Русской православной церкви постановил включить имя епископа Игнатия в Собор новомучеников и исповедников Российских XX века. Его память совершается 28 января (10 февраля), а также 10 (23) июня — в Собор Рязанских святых и в переходящей празднование новомучеников и исповедников Российских.

## Труды
- В поисках живого Бога: (Преосвященный Игнатий Брянчанинов и его аскетическое мировоззрение). М., 1913.
- Изречения еп. Игнатия (Брянчанинова), извлечённые из писем его к монахам. / Сообщил иером. Игнатий (Садковский). // «Богословский вестник». 1913, № 2.
- Письма высокопр. митрополита Киевского Филарета (Амфитеатрова) к настоятелю Троицкой Сергиевой пустыни архим. (впоследствии епископу) Игнатию Брянчанинову. / Сообщил иером. Игнатий (Садковский). // «Богословский вестник». 1913, № 2.
- Письма еп. Игнатия (Брянчанинова) к разным лицам. / Сообщил иером. Игнатий (Садковский). // «Богословский вестник». 1913, июнь.

## Семья
- отец — протоиерей Сергей Максимович Садковский
- Георгий (архимандрит Герасим; 1890—1920)
- Ольга (род. 1894)
- Лев (епископ Георгий; 1896—1948)
- Наталья (род. 1899)
- Ксения (род. 1901)
- Пётр (род. 1903)
- Григорий (род. 1905)
- Михаил (род. 1907)